# Heart Attack
Pour les articles homonymes, voir Heart Attack (homonymie).
Singles de Demi Lovato
Give Your Heart a Break
(2012) Made In The USA
(2013)
Heart Attack est une chanson de l'artiste américaine Demi Lovato, tirée de son quatrième album studio, DEMI . Elle a été écrite par Mitch Allan, Jason Evigan, Sean Douglas, Nikki Williams ainsi que par Lovato elle-même et a été produite par The Suspex. Cette chanson était supposée sortir le 4 ou 5 mars 2013 sous le label Hollywood Records en téléchargement numérique en tant que premier single issu de l'album mais fuitera le 24 février 2013. Selon Lovato, la chanson traiterait d'une histoire amoureuse . Musicalement, Heart Attack est une chanson up-tempo incorporant des paroles fortes disant de « prendre ce risque » et de devenir vulnérable .

## Développement
Heart Attack était initialement prévu d'être dévoilée en avant-première lors de l'émission de radio On Air with Ryan Seacrest le 4 mars 2013 . Toutefois, la chanson a fuité avant sa date de sortie d'origine le 24 février, puis a été mise à disposition en téléchargement numérique le lendemain ,. 
Heart Attack parlerait du point de vue de la chanteuse sur la célébration de la vie et de l'amour. Lovato déclara à MTV News : « Ce titre parle juste du fait de tomber amoureux et de prendre ce risque » et ajouta « Mais, elle est terrorisée et, par 'elle', j'entends moi. Mais, je pense que tout le monde est déjà arrivé à un point où on se sent très vulnérable quant à tomber amoureux et c'est ce dont je parle ». La chanson a été produite par les Suspex (Mitch Allan et Jason Evigan) et coécrite par le duo de production en collaboration avec Lovato, Sean Douglas et Nikki Williams .

## Composition
La chanson a été écrite par Lovato, Mitch Allan, Jason Evigan, Sean Douglas et Nikki Williams, et a été produite par les Suspex . PopCrush a dit que Heart Attack « possède plus qu'une atmosphère électronique » en comparaison avec ses œuvres précédentes et qu'elle « combine le drum-and-bass avec de vagues allusions à la musique EDM tout en incorporant une guitare heavy rock infusé de pop à la Kelly Clarkson » . Billboard écrivit que la chanson était une « piste electro-pop » et qu'elle « vrombit en mouvement avec la même intensité que Give Your Heart a Break » .

### Pochette
La photo pour la pochette du single a été prise par Lovato, quelques heures après qu'elle s'est fait une fracture à la jambe à la suite d'une glissade à cause de « sa colocataire qui nettoyait le sol avec engagement ». Elle raconta à Renee Bargh pour Extra : « Dieu merci, je m'y suis rendu et c'est mon photoshoot préféré jusqu'à présent. Et ils ont réussi à la prendre [photo] de sorte [...] qu'on ne voit pas mon pied » .

## Réception
Avant sa sortie, la chanson a reçu des critiques positives. Sam Lansky d'Idolator décrivit Heart Attack comme « un monstre electropop avec des gémissements impressionnants à la Kelly Clarkson, une instrumentation un peu inspirée du drum-and-bass sur le refrain et un loop de guitare accrocheur » . Ray Rahman d'Entertainment Weekly écrivit : « la chanson est énorme, avec des battements, de véritables gémissements et des choix intéressants concernant les paroles » . Jessica Sager de PopCrush donna à la chanson une note de quatre étoiles, commentant : « En dépit de tout ce qui se passe en termes d'instrumentation et de production, la voix de Lovato est encore au centre de la scène, mettant en valeur une impressionnante gamme d'octaves et de puissance. Lyricalement, ‘Heart Attack’ nous montre la vulnérabilité de Lovato, mais musicalement et vocalement, il montre à quel point elle est forte » . Maggie Malach d'AOL Music donna une critique positive, déclarant que « le dernier album de Demi avait une forte influence R&B, mais que cette chanson montre qu'elle se dirige vers une ambiance plus dance ! » .

## Crédits
- Chant: Demi Lovato

## Dates de sortie
| Pays          | Date            | Format                   | Label             |
| ------------- | --------------- | ------------------------ | ----------------- |
| International | 25 février 2013 | Streaming                | Hollywood Records |
| Argentine     | 25 février 2013 | Téléchargement numérique | Hollywood Records |
| Australie     | 25 février 2013 | Téléchargement numérique | Hollywood Records |
| Brésil        | 25 février 2013 | Téléchargement numérique | Hollywood Records |
| Paraguay      | 25 février 2013 | Téléchargement numérique | Hollywood Records |
| États-Unis    | 5 mars 2013     | Téléchargement numérique | Hollywood Records |
| France        | 25 mars 2013    | Téléchargement numérique | Hollywood Records |

## Récompenses et nominations
| Année | Prix                       | Nomination                               | Résultat   |
| ----- | -------------------------- | ---------------------------------------- | ---------- |
| 2013  | MuchMusic Video Awards     | Clip de l'année                          | Lauréat    |
| 2013  | World Music Awards         | Meilleure chanson du monde               | Nomination |
| 2013  | World Music Awards         | Meilleur clip du monde                   | Nomination |
| 2013  | MTV Video Music Awards     | Meilleur clip d'une artiste féminine     | Nomination |
| 2013  | People's Choice Awards     | Meilleur clip                            | Nomination |
| 2013  | Teen Choice Awards         | Meilleur single par une artiste féminine | Lauréat    |
| 2013  | J-14 Teen Icon Awards      | Chanson iconic                           | Nomination |
| 2013  | YouTube Music Video Awards | Clip de l'année                          | Nomination |

## Classement et certifications

### Classement
| Chart 2013                            | Position |
| ------------------------------------- | -------- |
| Australie (ARIA)                      | 41       |
| Belgique (Ultratop 50 Flanders)       | 27       |
| Belgique (Ultratip Wallonia)          | 13       |
| Brésil (Billboard)                    | 45       |
| Brésil (Hot Pop Songs)                | 17       |
| Bulgarie (Media Forest)               | 24       |
| Canada (Canadian Hot 100)             | 7        |
| République tchèque (Rádio Top 100)    | 44       |
| Danemark (Tracklisten)                | 25       |
| Europe (European Hot 100 Singles)     | 7        |
| France (SNEP)                         | 29       |
| Grèce (Billboard)                     | 17       |
| Irlande (IRMA)                        | 3        |
| Italie (FIMI)                         | 12       |
| Liban (Lebonese Top 20)               | 4        |
| Mexique (Billboard)                   | 13       |
| Pays-Bas (Dutch Top 40)               | 31       |
| Nouvelle-Zélande (Recorded Music NZ)  | 9        |
| Norvège (VG-lista)                    | 15       |
| Portugal (Billboard)                  | 13       |
| Russie (2M)                           | 147      |
| Écosse (Official Charts Company)      | 3        |
| Slovaquie (Rádio Top 100)             | 40       |
| Corée du Sud (Gaon Chart)             | 22       |
| Espagne (PROMUSICAE)                  | 34       |
| Suède (Sverigetopplistan)             | 52       |
| Suisse (Schweizer Hitparade)          | 73       |
| Turquie (Turkish Singles Chart)       | 20       |
| Royaume-Uni (Official Charts Company) | 3        |
| Ukraine (FDR Charts)                  | 5        |
| États-Unis (Billboard Hot 100)        | 10       |
| États-Unis (Hot Dance/Club Songs)     | 1        |
| États-Unis (Mainstream Top 40)        | 4        |
| États-Unis (Adult Contemporary)       | 28       |
| États-Unis (Adult Top 40)             | 12       |
| Venezuela (Record Report)             | 1        |

| Chart (2013)                          | Position |
| ------------------------------------- | -------- |
| Belgique (Ultratop 50 Flanders)       | 99       |
| Canada (Canadian Hot 100)             | 38       |
| Royaume-Uni (Official Charts Company) | 73       |
| États-Unis (Billboard Hot 100)        | 50       |
| États-Unis (Pop Songs)                | 30       |
| États-Unis (Hot Dance/Club Songs)     | 39       |

| Pays                    | Certification | Ventes      |
| ----------------------- | ------------- | ----------- |
| États-Unis (RIAA)       | Platine x3    | 3 000 000 + |
| Royaume-Uni (BPI)       | Argent        | 200 000 +   |
| Canada (Music Canada)   | Platine x2    | 160 000 +   |
| Australie (ARIA)        | Or            | 35 000 +    |
| Danemark (IFPI Denmark) | Or            | 30 000 +    |
| Mexique (AMPROFON)      | Or            | 30 000 +    |
| Nouvelle-Zélande (RMNZ) | Or            | 7 500 +     |
| Suède (GLF)             | Platine       | 40 000 +    |
| Irlande (IRMA)          | Or            | 7 500 +     |